# دره امامزاده کوه
دره امامزاده کوه یا دره ماوشان‌رود یکی از دره‌های کوهستان الوند است. این دره در شمال غربی الوند و در ۵ کیلومتری شهر همدان قرار دارد و امتدارد آن شرقی-غربی است. طول آن حدود ۱۲ کیلومتر و عرض آن متغیر و در برخی نقاط به ۳ کیلومتر می‌رسد. شهر مریانج دروازهٔ ورودی آن است. بعد از مریانج در جهت انتهای درخ به ترتیب روستاهای سولان، توییجین، موییجین، و وفرجین قرار دارند. ماوشان‌رود که از آب شدن برف‌های ارتفاعات و کوه‌های غربی دره و نیز چشمه‌های فراوانی که از جای‌جای دره می‌جوشد، تشکیل می‌شود در طول خط‌القعر آن جاری است.